# TU8P
TU8P (ТУ8П) là một loại đầu máy diesel của Liên Xô, sau này là Nga chạy trên khổ đường ray 750 mm (2 ft 5 1⁄2 in).

## Lịch sử
Dòng đầu máy TU8P (ТУ8П) được sử dụng để kéo tàu khách trên các tuyến đường sắt khổ hẹp. Đầu máy TU8P được sản xuất từ năm 1987 đến năm 1988 tại Công ty Kỹ Thuật Kambarka để thay thế loại đầu máy TU6P (ТУ6П) đang dần cũ đi. Lớp đầu máy TU8P được thiết kế để vận hành trên bất cứ khổ ray nào từ khổ 750 mm (2 ft 5 1⁄2 in) đến 1.520 mm (4 ft 11 27⁄32 in). Cabin đầu máy được lắp đặt hệ thống sưởi, tủ lạnh, bộ radio và máy điều hòa. Chiếc đầu máy đầu tiên TU8P - 0001 đã được vận chuyển đến tuyến đường sắt khổ hẹp của nhà máy KSM-2 với khổ ray 750 mm (2 ft 5 1⁄2 in). Những chiếc đầu máy mang số hiệu TU8P - 0007, TU8P - 0008, TU8P - 0056, TU8P - 0057 đã được sản xuất với khổ ray 1,067 mm (3 ft 6 in) để vận hành trên tuyến đường sắt Sakhalin ở vùng Viễn Đông Nga. Đầu máy TU8P (TY6P) hiện đang được sử dụng trên mạng lưới đường sắt Việt Nam (Đường sắt Phan Rang – Đà Lạt). Một số đầu máy TU8P cùng với AMD-1 (АМД-1) cũng được sử dụng dành cho việc kiểm tra đường sắt của Đường sắt Nga với khổ ray 1,520 mm (4 ft 11 27⁄32 in). Hai chiếc đầu máy TU8P - 0003 và TU8P - 0004 được sản xuất dành cho Uzbekistan với khổ đường ray (2 ft 5 1⁄2 in).